# Gallicolumba
Gallicolumba Heck, 1849 è un genere di uccelli della sottofamiglia delle Raphinae (famiglia Columbidae).

## Tassonomia
Il genere comprende le seguenti specie:
- Gallicolumba tristigmata (Bonaparte, 1855) - tortorina di Sulawesi
- Gallicolumba rufigula (Pucheran, 1853) - tortorina cannella
- Gallicolumba luzonica (Scopoli, 1786) - colomba pugnalata di Luzon
- Gallicolumba crinigera (Pucheran, 1853) - colomba pugnalata di Mindanao
- Gallicolumba platenae (Salvadori, 1893) - colomba pugnalata di Mindoro
- Gallicolumba keayi (W.E.Clarke, 1900) - colomba pugnalata di Negros
- Gallicolumba menagei (Bourns & Worcester, 1894) - colomba pugnalata delle Sulu